# Plemyria rosarium
Plemyria rosarium là một loài bướm đêm trong họ Geometridae.